# 라이어 (2004년 영화)
"라이어"는 2004년에 개봉한 대한민국의 코미디 영화이다.

## 캐스팅
- 주진모 : 정만철 역
- 공형진 : 노상구 역
- 손현주 : 박 형사 역
- 임현식 : 김 기자 역
- 송선미 : 오정애 역
- 서영희 : 양명순 역
- 오만석 : 알렉스 역
- 기주봉 : 형사반장 역
- 한대석 : 현상수배범 신장원 역
- 박종일 : 기자 1 역
- 정희태 : 기자 2 역
- 정석규 : 기자 3 역
- 정미혜 : 주인집 아줌마 역
- 이승희 : 뉴스 앵커 역
- 정우철 : 전영문 기자 역
- 조영호 : 의사 역
- 류은숙 : 간호사 역